# Friedrich Weber (Politiker, 1866)
Friedrich Weber (* 23. März 1866 in Daxlanden; † 16. März 1930 in Durlach) war ein deutscher Politiker. Weber war stellvertretender Bürgermeister in Durlach und Abgeordneter der Badischen Ständeversammlung und des Landtags der Republik Baden.

## Leben
Nach dem Besuch der Volksschule in Daxlanden, heute Karlsruhe, erlernte Weber 1880 den Beruf des Weißgerbers, war 1887 für kurze Zeit  Soldat beim zweiten Infanterie-Regiment in München, arbeitete aber ab 1890 als Metallarbeiter, später als Kleinhändler, und ab 1921 war er Betriebsleiter der Städtischen Milchzentrale Durlach, heute Karlsruhe. 

## Politik
Von 1899 bis 1909 war Friedrich Weber als SPD-Vertreter Mitglied im Bürgerausschuss in Durlach, der die Bürgermeister wählte, ab 1908 bis 1921 Stadtrat und jahrelang Stellvertreter des Bürgermeisters in Durlach. Als Nachfolger von Christian Horst wurde Friedrich Weber ab 1909 bis zum Ende der konstitutionellen Monarchie 1918 als Landtagsabgeordneter für den Wahlkreis Durlach-Stadt in den badischen Landtag nach Karlsruhe gewählt. Nach dem Ersten Weltkrieg war Weber Vorsitzender des Arbeiter- und Soldatenrates in Durlach und von 1919 bis 1921 Mitglied des badischen Landtags, welcher sich vorher als Badische Nationalverfassung konstituiert hatte, die für das Land Baden eine demokratische Verfassung beschloss.  

## Wirken
Friedrich Weber stammte aus einfachen Verhältnissen und ist schon früh der SPD beigetreten, um sich für die Ziele der Arbeiterpartei, vor allem der Industriestadt Durlach, einzusetzen. Er engagierte sich in der Partei und ist durch die Parteizugehörigkeit gesellschaftlich gesehen aufgestiegen: von einem Arbeiter zu einem Betriebsleiter.  Er machte sich für eine bessere Vernetzung der badischen Eisenbahn und den Straßenbau stark. So setzte er sich für einen vermehrten Halt von Schnell- und Eilzügen in Durlach und einen verbesserten Ausbau der Staatsstraße von Durlach nach Karlsruhe ein. Aber Friedrich Weber setzte sich auch vermehrt für bessere Lebensbedingungen der unteren Bevölkerungsschichten ein. Er forderte u. a. eine Erhöhung der Rente für die Hinterbliebenen der Kriegstoten des Ersten Weltkrieges und bessere Wohnverhältnisse für Arbeiter.